# 永嶋玲
永嶋 玲（ながしま れい、1997年3月5日 - ）は、日本の俳優、ミュージシャン。東京都出身。アールジュー所属。
劇団マチダックス 劇団員。

## 出演

### テレビ
- 天才てれびくんYOU（2017年、Eテレ） - 挑戦者の棋士 役
- 金曜★ロンドンハーツ（2017年、テレビ朝日） - みやぞんのドッキリ田舎道 仕掛け人
- 命売ります（2018年、テレビ東京）
- ドラマ特別企画あにいもうと（2018年、TBS） - 男子学生 役
- 快盗戦隊ルパンレンジャーVS警察戦隊パトレンジャー（2018年、テレビ朝日） - 刑事 役
- MAGI 天正遣欧少年使節（2018年、アマゾンプライム） - マルティノ弟 役
- 相棒 season17 元日スペシャル（2018年、テレビ朝日）
- 警視庁機動捜査隊216（2018年、TBS）
- 渡る世間は鬼ばかり　三時間スペシャル 2018（2018年、TBS）
- ランチ合コン探偵（2019年、日本テレビ）
- シャーロック 第1話（2019年、フジテレビ）
- ケイジとケンジ、時々ハンジ。 第1話（2023年、テレビ朝日）
- 119エマージェンシーコール 第5話（2025年2月17日、フジテレビ） - 動画配信者 役[1]

### ライブ
- NHK歌謡コンサート コーラス出演（2015年、NHK)
- 第66回NHK紅白歌合戦（2015年、NHK) - カゲコーラス参加
- NHK歌謡コンサート（2016年、NHK) - コーラス出演
- MUSIC STATION SUPER LIVE 2016 （2016年、テレビ朝日) - コーラス出演

### 楽曲参加
- 青木隆治 「何度でも」（2013年) - コーラス
- 笹木勇一郎 企画 「俺たちの弾き語り2014」（2014年) - 優勝
- 「Maki Ohguro 2017 LIVE-STEP!!」（2017年) - コーラス出演
- 大黒摩季 With Booooze 「Zoom Up★」（2017年) - コーラス
- Flex Art Music クリスマスライブVol.1」（2018年)
- 川中美幸 明治座公演（2018年)

### ラジオ
- FM HOT 839「劇団マチダックスの1,2,3,4!」 - エンディング曲・番組アシスタント(2015～)

### 舞台
- 劇団マチダックス 「都市振興課 壇上礼二」（2015年)  - 竜馬 役
- ACTOR'S HOUSE 「噛んでみろ」（2016年)  - タカシ 役
- サンリオピューロランド 「吸血鬼執事カフェ〜破られた掟〜」（2022年9月〜10月）  - ダレン 役